# Mekar Sari (Kumpeh)
Mekar Sari is een bestuurslaag in het regentschap Muaro Jambi van de provincie Jambi, Indonesië. Mekar Sari telt 2349 inwoners (volkstelling 2010).